# ドン・ラッシャー
ドン・ラッシャー（Don Lusher、OBE、1923年11月6日 - 2006年7月5日）は、イギリス出身のジャズおよびビッグバンド・トロンボーン奏者。
テッド・ヒース・ジャズ・バンドとの共演にて著名。彼のキャリアは60年以上にわたり、その間に数多くのバンドとのセッションをこなしつつ、英国トロンボーン協会の会長職にも2度就いた。愛用のトロンボーンはヤマハ製。

## 来歴
イングランド・ピーターバラ市生まれ。6歳の頃には地域の救世軍のバンドでトロンボーン演奏を始めていた。ちなみに、これは祖父・父も同様に加わった演奏活動で、一家の伝統のようなものだった。第二次世界大戦勃発後は王立砲兵隊の軍楽隊佐官に召集され、除隊後にミュージシャンとしての活動を始めた。ジョー・ダニエルズ、ルウ・プリエイジャー、モーリス・ウィニック、ジャック・パーネルらのビッグバンドやスカドロネイアーズを経てテッド・ヒース・ジャズ・バンドに加入した。そこでリード・トロンボーンを受け持ち、何度かのアメリカツアーをこなしていたが、加入から9年後の1969年にテッド・ヒースが亡くなると、バンドのリーダーを引き継いだ。また、フランク・シナトラのヨーロッパ公演にもトロンボーン奏者として加わっていた。
その後、彼自身のアンサンブルであるドン・ラッシャー・ビッグ・バンドを組んだが、一方では1970年代のイギリス・ジャズ界を代表するメンバーが加わっていたマンハッタン・サウンド・ビッグ・バンドでも演奏を披露していた。また、王立音楽大学を経て1997年から2004年にかけてはポーツマスの海軍音楽学校のトロンボーン教授に就任した。
2001年にはケニー・ボール、アッカー・ビルク、ジョン・チルトンとフィートワーマーズ、ジョン・ダンクワース、ハンフリー・リトルトン、ジョージ・メリーらと共演し、デッカ・レコードからアルバム『British Jazz Legends:Together』をリリースしている。
音楽関連の賞を多数受賞しているが、それら以外にも1993年にはFreedom Of the City of London賞、2002年には音楽業界への貢献に対して大英帝国勲章が贈られている。

## ディスコグラフィ
- 1967年 Don Lusher Quartert
- 1995年 Pays Tribute to Grate Bands
- 1997年 Tribute To The Great Bands Vol.1
- 2000年 Very Best Of Don Lusher Big Band

## 主なセッション参加アルバム
- Prince Bishops
- Just Good Friends/Maurice Murphy & Don Lusher
- 1970年 synthesis/Laurie Johnson
- 2001年 British Jazz Legends:Together